# Prinz Otto
Prinz Otto – Eine Romanze (engl. Originaltitel: Prince Otto: A Romance) ist der zweite Roman des schottischen Autors Robert Louis Stevenson. Er entstand 1883 nach seinem bekanntesten Roman Die Schatzinsel und wurde von Stevenson als seine „härteste Anstrengung“ bezeichnet.

## Entstehung
Wenigstens ein Kapitel wurde von Stevenson mehrfach überarbeitet sowie einmal von seiner Frau Fanny Osbourne. Auch im Vorwort der ersten Ausgabe 1885 erwähnt er in dem Brief an seine Schwägerin Nellie Van de Grift Sanchez den mühevollen Entstehungsprozess des Buches.

## Handlung
Prinz Otto spielt im Deutschland der Herzog- und Fürstentümer. Prinz Otto ist der Herrscher eines kleinen Fürstentums, jagt gerne und ist ein gesellschaftlicher „Pfau“. Wie üblich, werden die Regierungsgeschäfte von anderen übernommen. Seine Gemahlin, die sehr junge Prinzessin Seraphina, scheint tatsächlich die Fäden in Händen zu halten. In der Bevölkerung brodelt die Revolution, während Baron von Gondremark versucht, mit Hilfe der Prinzessin die Macht an sich zu reißen. Die Lebedame Baronin von Rosen und der Prinz selbst, der tief in seinem Herzen verborgen das Ideal eines tugendhaften und ehrenvollen Herrschers trägt, versuchen jedoch, die Geschicke des Fürstentums positiv zu beeinflussen.

## Einordnung
Prinz Otto ist eine Satire auf das Milieu der zusammenbrechenden, scheidenden Adelsherrschaft, die jedoch bei allen humoristischen Zügen nicht als Komödie konzipiert ist. Der Autor hat den Roman, dessen Handlung sich über nur wenige Tage erstreckt, bereits im Titel als Romanze bezeichnet.
Stevenson beleuchtet mit Prinz Otto, wie auch in anderen Romanen, besonders in Der seltsame Fall des Dr. Jekyll und Mr. Hyde, eine neue Dimension der inneren Zerrissenheit des Menschen und den inneren Kampf im Menschen, im Wechselspiel mit der wahrgenommenen und tatsächlicher Außenwelt.

## Deutsche Übersetzung
Da es bis 2009 keine deutsche Übersetzung des Romans gab, fertigte der Aktionskünstler Uwe Knietsch auf der Frankfurter Buchmesse im Rahmen der Aktion „Vergessene Bücher“ eine erste Rohübersetzung, die er an Studenten der Literaturwissenschaft herausgab.

## Ausgaben
- Prince Otto: A Romance. Chatto & Windus 1912.
- Intrigen am Thron. Übersetzung von Klaus-Dieter Sedlacek, BOD, Norderstedt 2012, ISBN 978-3-8482-0065-8.
- Prinz Otto: Eine Romanze. Illustriert u. übers. von Uwe Knietsch. Cybertrix Verlag, München 2012, ISBN 978-3-9813001-2-3.
- Prinz Otto oder der Phönix und die Freiheit: Roman über Intrigen und Macht, Verrat, Hinterlist und wahre Liebe. Herausgegeben von Vito von Eichborn, übers. von Klaus-Dieter Sedlacek. Norderstedt 2012, ISBN  978-3-8448-3661-5.